# 松潘県
松潘県（しょうばん-けん、スンチュ, Zung chu）は、中国四川省アバ・チベット族チャン族自治州東部に位置する県。北緯32度06分から33度09分の間、東経102度38分から104度15分までの範囲にある。東は平武県、南は茂県、東南は北川チャン族自治県、西南は紅原県と黒水県、北は九寨溝県とゾルゲ県に接する。

## 地理
岷山山脈の中央部、青蔵高原の東縁に松潘県は位置し、岷江や涪江などの大河の源流でもある。県内の主要河川には、岷江・涪江のほか熱務曲・毛爾蓋・白草河など200以上があり、これらは岷江・涪江の二大水系に合流して最終的には長江に注ぐ。県内の最高地点は岷山山脈の主峰でもある雪宝頂で、海抜は5,588m。県内のほとんどは山地であるが、天然の草地の面積は568万畝におよびヤクなどの牧畜業が盛んである。

## 歴史

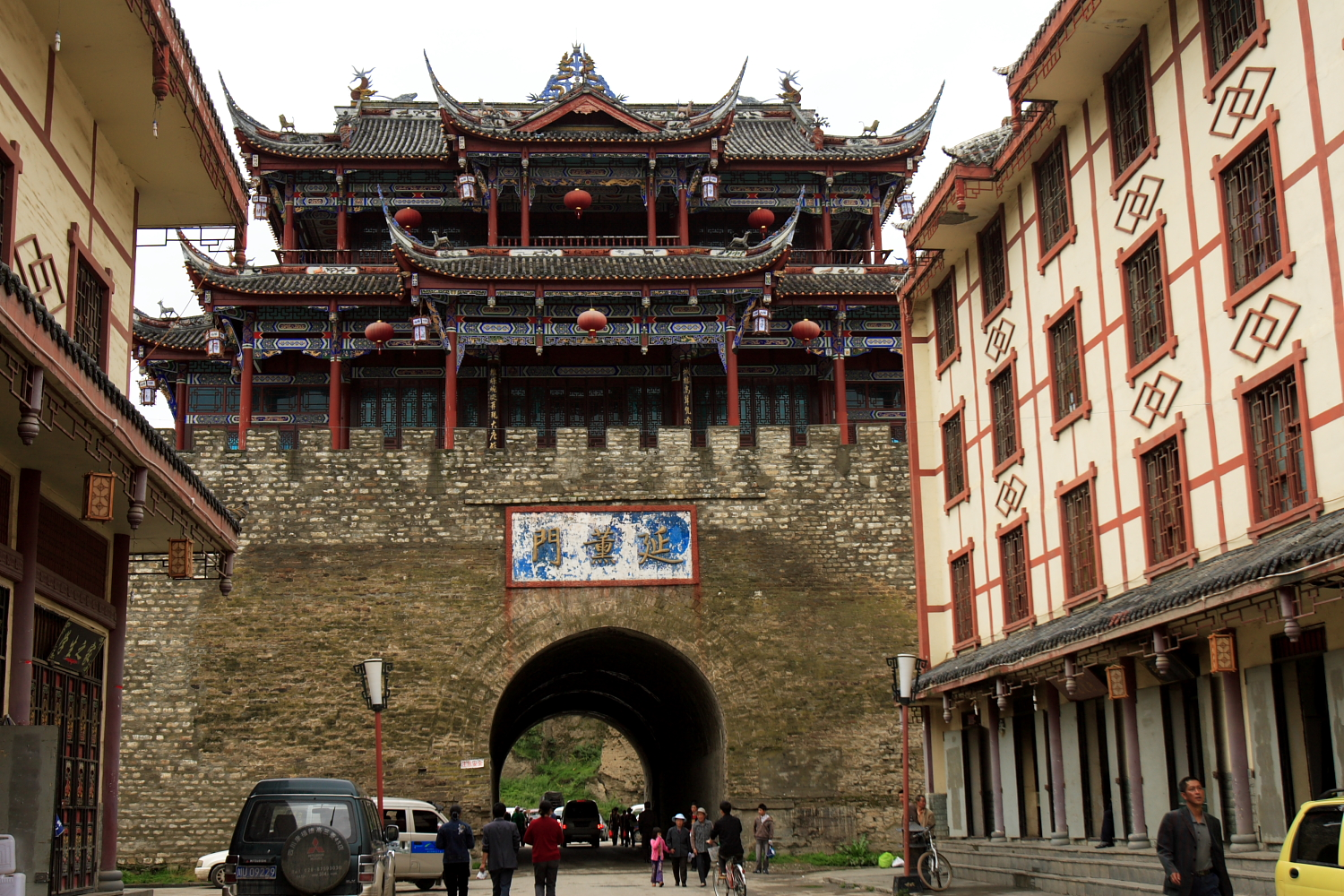
松潘古城・延薫門

古代には湔氐道（せんていどう）が松潘を中心とする一帯に置かれ、チベット高原の東部（現在の四川省西北部）を統治していた。湔氐道は秦が古代の蜀国を滅ぼした紀元前316年以後に建立された。前漢の武帝の元鼎六年（紀元前111年）に改めて設立され、晋代には湔氐道は湔氐県と改められ汶山郡に属した。
湔氐道の「氐」は古代の四川盆地の西方にいた一大民族で、氐羌とも呼ばれ、羌と並び称された時もあれば羌人の一部とみなされた時もある。「道」は秦および漢の時代に異民族を統治するために置かれた地区の名だった。
松潘の街の歴史は古く、唐代に開かれ、明代に再建されて現在に至っている。松潘は四川盆地の西の山岳地帯に住む羌族やチベット人に対する軍事基地として重要な役割を果たしてきた。また四川省・甘粛省・青海省・チベットの間の茶や馬の交易の中心としても機能してきた。1935年には毛沢東と周恩来に率いられた中国共産党軍が長征の途中に松潘を通り、高原地帯を越えて甘粛省方面へと進んでいった。
松潘県では、1976年8月16日にマグニチュード7.2の大きな地震が起こっている（1976年四川松潘地震）。また2008年の四川大地震（汶川大地震）は地域に大きな打撃を与えた。
主な民族はチベット族、漢族、回族、羌族。

## 行政区画
| 区分   | 数 | 名称                                                              |
| ------ | -- | ----------------------------------------------------------------- |
| 鎮     | 4  | 進安 川主寺 紅土 小河                                             |
| 郷     | 12 | 青雲 安宏 鎮江関 鎮坪 岷江 大姓 小姓 白羊 燕雲 黄龍 上八寨 下八寨 |
| 民族郷 | 1  | 十里回族郷                                                        |

県庁所在地は進安鎮にある。

## 経済
主な産業は農牧業地域であるが、近年は山地の景観と自然を生かした観光業が重要になっており、県政府も観光を奨励している。九寨黄竜空港が川主寺鎮郊外の標高約3500メートルの高台にあり、付近の観光地の空の玄関になっている。松潘の街自体が古い街並みの魅力的な都市で、郊外には牧草地や農村が広がり乗馬での観光も行われる。県内の主な観光地には世界遺産ともなっている黄龍風景区があるほか、同じく世界遺産である九寨溝への南の玄関口でもある。

## 交通

### 航空
- 四川九寨黄龍空港

### 鉄道
- 中国国家鉄路集団
  - 川青線

### 道路
- 国道
  -  G213国道

## 健康・医療・衛生
- 松潘県人民医院